# Jean-Louis Fournier (général)
Pour les articles homonymes, voir Jean-Louis Fournier et Fournier.
Jean-Louis Fournier, né le 2 juillet 1774 à Melle dans les Deux-Sèvres et mort le 11 octobre 1847 à Versailles, dans les Yvelines, est un général français de la Révolution et de l’Empire.

## Biographie
Il entre en service le 18 août 1792, comme sous-lieutenant dans le 3e bataillon de volontaires des Deux-Sèvres. Il fait toutes les campagnes de 1792 à 1798, dans les armées de Ouest, des Pyrénées occidentales et d’Italie. Il est nommé lieutenant le 8 août 1793, et il se trouve aux batailles de Chantonnay le 5 septembre 1793, de  Thouars le 14 septembre, à Cholet le 8 février 1794, et à Bressuire le 24 février. Il passe capitaine le 6 juillet 1794. En Espagne, il combat sous les ordres des généraux Villot et Merle, et il participe à la prise de la fonderie d'Orbescette et à celle de Bilbao. Dans le Piémont, il se bat contre les Barbets. Le 26 juillet 1798, il est mis à la suite de la 63e demi-brigade d’infanterie, et le 6 août, il embarque sur le bâtiment La Loire, pour participer à l’expédition d’Irlande. Le 28 octobre 1798, il est nommé adjudant-major capitaine au 65e régiment d’infanterie de ligne. En 1800, lors de la retraite de Bruchsal, il ramène quatre compagnies de son régiment qui avaient été oubliées derrière les lignes ennemies, en essuyant plusieurs charges de cavalerie. 
Il est promu chef de bataillon au 85e régiment d’infanterie de ligne le 16 septembre 1806, et il se trouve à la bataille de Pultusk le 26 décembre, et après que le chef de corps de son unité a été blessé, il prend le commandement de ce corps, au moment même ou une division de dragons russes entame une charge, renouvelée quatre fois, et toujours repoussée avec succès par son régiment. Le 8 février 1807, à la bataille d’Eylau, à la tête de son bataillon, il déloge les Russes d’un bosquet de sapins se trouvant au centre du champ de bataille. Cette position est disputée avec acharnement toute la journée. Il est fait chevalier de la Légion d’honneur le 14 avril 1807. Pendant la campagne d’Autriche de 1809, il commande le 85e de ligne aux batailles de Thann le 19 avril, d’Eckmühl le 22 et de Ratisbonne le 23 avril suivant. Lors de cette dernière bataille, il pénètre le premier dans cette ville, en franchissant les remparts au moyen d’une échelle, et fait mettre bas les armes à plusieurs centaines d’Autrichiens. Le 6 juillet à la bataille de Wagram, il marche en tête du 1er bataillon du 85e de ligne, il débouche le premier sur le plateau à gauche du village de Graffen-Neuziedel, et il s’y maintient toute la journée malgré le feu intense de l’ennemi. Le 17 septembre 1809, il passe major au 17e régiment d’infanterie de ligne, et il est créé chevalier de l’Empire le 12 novembre suivant.
Il est nommé colonel le 16 janvier 1813, au 142e régiment d’infanterie de ligne, et il est fait officier de la Légion d’honneur le 25 février suivant. Il est employé à la Grande Armée lors de la campagne de Saxe, et il commande son régiment à la bataille de Lützen le 2 mai 1813, où le soir, il enlève le village de Kaja qui a connu d’intenses combats toute la journée. Il chasse encore l’ennemi de deux autres villages situés dans la direction de Leipzig, et dans cette affaire, son régiment perd 900 hommes et 46 officiers. À la bataille de Wurschen, les 20 et 21 mai, il perd encore 400 hommes et 10 officiers. 
Il est élevé au grade de commandeur de la Légion d’honneur le 10 août 1813, et il est promu général de brigade le 30 août suivant. Employé en cette qualité à la 8e division du 3e corps de la Grande Armée, il commande la 1re brigade de la division Brayer à la bataille de Leipzig. Le 16 octobre, il fait mettre bas les armes à 7 ou 800 Autrichiens, le 18, il est détaché pour aller soutenir la division polonaise chargé de défendre le faubourg de Halle et qui était en train de reculer. Il reprend l’offensive, rejette l’ennemi dans la plaine et la nuit il fait consolider les positions avec une grande quantité de soliveaux entassés les uns sur les autres. Le 19, les ennemis commencent à attaquer le point important qu’il occupe, et pendant 5 h il soutient un feu des plus vifs. Les troupes françaises ayant abandonné la porte de Halle, il effectue sa retraite en bon ordre par le pont de l’île de Rosenthal, auquel il fait mettre le feu après l’avoir franchi. Chargé de protéger la retraite française jusqu’au Rhin, il occupe le 20, les hauteurs de Weissenfelds avec 10 bataillons. Le 30 octobre, il prend part à la Bataille de Hanau, et le 14 décembre, il passe à la 8e division du 6e corps, comme commandant de la 1re brigade de la division Ricard.
Le 1er février 1814, il forme avec sa brigade, lors de la deuxième bataille de Brienne l’arrière garde de l’armée au village de Dienville. Le 10 février à la bataille de Champaubert, il fait 800 prisonniers, et le soir de la bataille, il reçoit l’ordre de se porter sur Montmirail, avec la cavalerie des généraux Colbert et Mansouty. Le 14 février à Vauchamps, il a son cheval tué sous lui, et il participe à toutes les affaires que le 6e corps a avec l’ennemi, jusqu’à son arrivée sous les murs de Paris. Le 29 mars, il se trouve à Saint-Mandé, et il assure le commandement provisoire de la division Ricard, partie pour Paris. Le 30 mars au matin, sa division, ainsi que celle du général Pelleport attaque l’ennemi qui se trouve dans les bois de Romainville, et le repousse dans ce village pendant 5 h, lorsqu’il est blessé grièvement d’une balle qui lui traverse la cuisse gauche.
Lors de la Première Restauration, le roi Louis XVIII le fait chevalier de Saint-Louis le 11 octobre 1814. En 1815, pendant les Cent-Jours, il est employé par commission du 29 avril, dans la division des grenadiers des Gardes nationales, faisant partie du 9e corps d’armée, sous les ordres du maréchal Brune. En 1822, il est placé dans les généraux de brigade disponibles. Il est nommé lieutenant-général le 1er novembre 1826. 
Il meurt le 11 octobre 1847, à Versailles.

## Dotation
- Le 17 mars 1808, donataire d’une rente de 4 000 francs sur les biens réservés en Trasimène.

## Armoiries
| Armoiries | Nom du chevalier et blasonnement |
| --------- | --- |
|           | Chevalier Jean-Louis Fournier et de l'Empire, lettres patentes du 12 novembre 1809. D'or au lion rampant de sable, armé et lampassé de gueules, tenant à la dextre une épée haute de gueules ; bordure de gueules du tiers de l'écu au signe des chevaliers - Livrées : jaune, rouge et noir. |

## Sources
- (en) « Generals Who Served in the French Army during the Period 1789 - 1814: Eberle to Exelmans »
- Thierry Pouliquen, « Les généraux français et étrangers ayant servis [sic] dans la Grande Armée » (consulté le 12 juin 2014)
- « La noblesse d’Empire » (consulté le 12 juin 2014)
- « Cote LH/1017/20 », base Léonore, ministère français de la Culture
- Baptiste-Pierre Courcelles, Dictionnaire historique et biographique des généraux français : depuis le onzième siècle jusqu'en 1822, vol.6, l’Auteur, 1822, 500 p. (lire en ligne), p. 123.
- (pl) « Napoléon.org.pl ».
- Vicomte Révérend, Armorial du Premier Empire, tome 2, Honoré Champion, libraire, Paris, 1897, p. 181.